# Harsh noise
L'harsh noise è un sottogenere del noise nato e sviluppatosi negli anni '90 e 2000.
Musicalmente è caratterizzato da rumorismo estremo e aspro, suoni taglienti e distorti Wall of Sound, spesso sono presenti urla e campionamenti.
Visualmente vengono spesso usate immagini offensive, splatter, pornografiche e BDSM.
Questo genere è conosciuto solo da una stretta cerchia di ascoltatori a causa della loro musica quasi inascoltabile da un grande pubblico.
Il genere è spesso associato al Grindcore e alla Power Electronics.
Artisti di importanza nell'Harsh Noise sono: Kazumoto Endo, Masonna, Torturing Nurse, Merzbow, Hanatarash, The Gerogerigegege